# Ondata di caldo del marzo 2012 in America settentrionale
L'ondata di caldo del marzo 2012 fu un periodo di temperature eccezionalmente alte che interessarono la parte centro-orientale del continente nordamericano per quasi tutto il mese (e in particolare nelle due settimane centrali), abbattendo di molti gradi i precedenti record mensili di temperatura (sia dei valori minimi che massimi) che in alcuni casi resistevano da molti decenni.
Le temperature nel mese di marzo 2012 nelle zone interessate dall'ondata calda assunsero connotati più tipici dell'inizio dell'estate che della fine dell'inverno, oltretutto considerando che molte delle zone colpite sono caratterizzate da climi continentali con inverni molto freddi. Tale evento sorpassò per intensità un altro celebre inizio di primavera con temperature molto superiori alla media, verificatosi nel 1910. Questa ondata di caldo, che fu oltretutto preceduta da un inverno molto mite, fu poi seguita da un altro episodio di caldo eccezionalmente intenso e prolungato nell'estate successiva.

## Cause
L'abnorme ondata di caldo del marzo 2012 fu causata dalla presenza di un'area di alta pressione molto forte su tutti gli Stati Uniti e il Canada centro-orientali, accompagnata dalla concomitante presenza di un'altrettanto forte area di bassa pressione sulla zona occidentale degli USA (su cui portava temperature sotto la media con nevicate anche abbondanti). La stazionarietà di questa configurazione atmosferica fu la causa dell'eccezionale durata di questa ondata di calore, che si prolungo per almeno tutte le due settimane centrali del mese sulla maggior parte dei territori interessati.
Questa contrapposizione di figure bariche, causata da un'intensa piegatura della corrente a getto sul continente nordamericano, favorì un intenso afflusso di correnti calde e umide provenienti dal golfo del Messico fin verso il 50º parallelo; l'elevata umidità della massa d'aria impedì inoltre una forte dispersione del calore durante la notte, determinando per questo motivo anche una serie di temperature minime giornaliere molto alte. 
Un'analisi degli indici teleconnettivi del periodo in esame evidenzia infatti che la NAO (oscillazione nordatlantica) si trovava in quel periodo in una fase fortemente positiva (NAO+), una configurazione che ostacola la discesa di masse d'aria fredda sulla parte orientale del Nordamerica aumentandovi nel contempo la probabilità di risalite calde. Tale situazione interessò anche gran parte dei precedenti mesi di gennaio e febbraio, portando un inverno complessivamente mite e con nevicate sotto la media storica, che rese più facile il successivo riscaldamento dell'aria ad opera delle correnti meridionali.

## Temperature
Negli Stati Uniti le temperature vengono registrate utilizzando la scala termometrica Fahrenheit (°F) e non la scala centigrada o Celsius (°C) usata altrove nel mondo; inoltre, nella rilevazione delle temperature vengono riportati solo valori interi, senza specificare eventuali cifre decimali rilevate.
Si ricorda che un grado Fahrenheit corrisponde a 0,56 gradi centigradi, il punto di congelamento è fissato a 32 °F e 100 °F corrispondono a 37,8 °C.
Durante l'ondata di calore del marzo 2012 oltre 15.000 stazioni di rilevamento meteorologico tra Stati Uniti e Canada batterono i loro record di temperatura giornalieri e, in parecchi casi, mensili, sia per quanto riguarda i valori massimi estremi (dunque le massime giornaliere) che per i valori minimi di giornata. Particolarmente interessati furono gli Stati situati più a nord, dove più marcata era l'anomalia data dalla presenza costante di una massa d'aria subtropicale e quindi maggiore lo scostamento dalla norma termica. In parecchie località del nord degli Stati Uniti e del Canada meridionale i valori minimi registrati nei giorni dell'ondata di caldo erano superiori al record storico di temperatura massima relativo a quel giorno.
Negli Stati Uniti, fra gli Stati più colpiti fu il Michigan, dove pressoché ogni stazione di rilevamento superò tra il 21 e il 22 del mese i suoi precedenti record di temperatura di marzo, in alcuni casi di parecchi gradi. Fra le località di questo Stato che manifestarono gli scostamenti più forti dalla norma fu Marquette, che registrò una massima assoluta di 81 °F (27,2 °C) - contro un record precedente del mese di 71 °F (21,7 °C) - raggiungendo un valore superiore di 25 °C alla media massima giornaliera.
Anche nelle località dove non furono battuti record assoluti, vennero superati precedenti primati di durata del caldo anomalo: tra i possibili esempi, la città di Chicago registrò record di temperatura giornalieri per un periodo di 10 giorni consecutivi tra il 14 e il 22 marzo (8 record di temperatura massima giornaliera e 6 di temperatura minima); la cittadina di International Falls, al confine tra Stati Uniti e Canada, registrò invece una "fila" di 10 giorni consecutivi con record di temperatura massima giornaliera. Una tale persistenza di temperature elevate ebbe ovviamente ripercussioni sulle temperature medie mensili, che per quasi tutte le località coinvolte furono le più alte mai registrate per il mese di marzo. Sempre relativamente alla già citata città di Chicago, la stazione meteorologica dell'aeroporto O'Hare registrò nel marzo 2012 una temperatura media di 53,5 °F (11,9 °C), un valore record per marzo che superava di 8,7 °C la media storica mensile e superava inoltre di 2,7 °C la temperatura media nei mesi di marzo più caldi rilevati fino allora.
Per quanto riguarda il Canada, l'ondata di caldo del marzo 2012 interessò le province meridionali ad est delle Montagne Rocciose, con quasi tutte le maggiori città canadesi che ritoccarono i loro record di temperatura massima di marzo (ad es. Ottawa, Winnipeg, Montréal, Québec. Furono colpite in maniera particolarmente pesante le province sudorientali, in particolare la Nuova Scozia e il New Brunswick; a Saint John, in quest'ultima provincia, il record raggiunto di 27,2 °C era superiore di più di 10 °C rispetto al precedente record di marzo (16,8 °C) ed era superiore anche al record storico di temperatura per il mese di aprile. Il caldo inusuale si spinse molto ad est, fino all'isola del Capo Bretone; nella località di Sydney, nella provincia della Nuova Scozia, furono registrati 24 °C di massima in un luogo dove tipicamente nel mese di marzo si raggiunge la massima estensione dei ghiacci che ricoprono la superficie marina.